# Седлець (Тарнівський повіт)
Седлець (пол. Siedlec) — село в Польщі, у гміні Радлув Тарнівського повіту Малопольського воєводства.
Населення — 336 осіб (2011).
У 1975-1998 роках село належало до Тарнівського воєводства.

## Демографія
Демографічна структура станом на 31 березня 2011 року:
|          | Загалом | Допрацездатний вік | Працездатний вік | Постпрацездатний вік |
| -------- | ------- | ------------------ | ---------------- | -------------------- |
| Чоловіки | 162     | 40                 | 100              | 22                   |
| Жінки    | 174     | 44                 | 92               | 38                   |
| Разом    | 336     | 84                 | 192              | 60                   |